# ژانگ شوئو (ژیمناست)
ژانگ شوئو (ژیمناست) (به انگلیسی: Zhang Shuo) ژیمناست متولد ۵ ژانویهٔ ۱۹۸۴ میلادی اهل کشور وسیعه چین است.